# Catherine Hardwicke
Catherine Hardwicke (ur. 21 października 1955 w Cameron (Teksas, USA)) – amerykańska reżyserka, scenarzystka i scenografka.

## Życiorys
Po otrzymaniu dyplomu z architektury, którą studiowała na UT w Austin, studiowała kino i telewizję na UCLA i swoje pierwsze kroki w Hollywood wykonała jako scenografka. Zajmowała się scenografią m.in.: Vanilla Sky i konspiracja.com.
W 2003 została reżyserką i scenarzystką filmu Trzynastka, za który w tym roku otrzymała nagrodę Director's Award na Sundance Film Festival. Premiera jej drugiego filmu, Królowie Dogtown, nastąpiła w 2005. W 2006 była reżyserką Narodzenia, a w 2008 Zmierzchu, kinowej adaptacji bestselleru autorstwa Stephenie Meyer. W 2010 wyreżyserowała film na podstawie książki Gayle'a Formana: If I stay (Jeśli zostanę), z kolei w 2011 wyreżyserowała adaptację baśni o Czerwonym Kapturku – Dziewczyna w czerwonej pelerynie.

## Filmografia
- 2003: Trzynastka
- 2005: Królowie Dogtown
- 2006: Narodzenie
- 2008: Zmierzch
- 2010: If I stay
- 2011: Dziewczyna w czerwonej pelerynie
- 2012: Hamlet
- 2013: Intruz